# Alain Hernández
Alain Hernández (Barcelona, 13 de diciembre de 1975) es un actor español que ha actuado en teatro, cine y televisión.

## Biografía
Nació en Barcelona y estudió la carrera de marketing para ayudar en el negocio familiar, tras trabajar durante un tiempo se interesó por cine y el teatro, estudió la carrera de arte dramático y tras trabajar en su primer programa dejó el negocio familiar para dedicarse a la interpretación plenamente. Su padre es del pueblo de Sotoserrano, en la provincia de Salamanca.
Conocido en la pequeña pantalla principalmente por su papel como Tito Peña en La Riera, por Jorge Díaz en Mar de plástico y Juan Espada en El accidente. Ha tenido papeles principales en series de gran éxito, interpretando a Víctor Gamero en La Caza y a Simón en Madres, Amor y Vida. Ha hecho varias apariciones en algunas series de televisión como El secreto de Puente Viejo, B&b, de boca en boca, La Riera, Mar de plástico, Cites, La catedral del mar, entre otras.
En la gran pantalla, tras varios trabajos menores, su primera aparición en una gran producción fue en diciembre de 2015 con el estreno de Palmeras en la nieve, rodada entre julio de 2014 y enero de 2015, consiguiendo el puesto número 1 en taquilla durante muchas semanas, superando a Star Wars: Episodio VII - El despertar de la Fuerza. Debido a esto le dieron el papel protagonista en El rey tuerto, 73, Plan de fuga, Que baje Dios y lo vea y Solo.
En noviembre de 2023 se anuncia que forma parte del trío protagonista de Sueños de libertad, nueva serie diaria para las tardes de Antena 3 junto con Natalia Sánchez y Daniel Tatay.

## Filmografía

### Largometrajes
| Año  | Título                     | Papel               | Dirección                                 |
| 2007 | Barcelona (un mapa)        | Juan Rubio          | Ventura Pons                              |
| 2008 | Reflections                | Soldado             | Bryan Goeres                              |
| 2008 | 25 kilates                 | Policía             | Patxi Amezcua                             |
| 2009 | 7 pasos y medio            |                     | Lalo García                               |
| 2009 | Camp d'Argelers            | Soldado             | Felip Solé                                |
| 2009 | Trash                      | Makinero            | Carles Torras                             |
| 2010 | Biutiful                   |                     | Alejandro G. Iñárritu                     |
| 2010 | L'edèn                     | Mosso d'esquadra    | Xavier Manich                             |
| 2011 | Terrados                   | Mario               | Demian Sabini                             |
| 2013 | Marhaba                    | Toni                | Sergi Cervera                             |
| 2013 | El árbol sin sombra        | Fran                | Xavier Miralles                           |
| 2013 | Ismael                     | Empleado del bar    | Marcelo Piñeyro                           |
| 2015 | Project Rwanda             | Josep               | Sergi Cervera                             |
| 2015 | Ocho apellidos catalanes   | Arnau               | Emilio Martínez Lázaro                    |
| 2015 | Palmeras en la nieve       | Jacobo              | Fernando González Molina                  |
| 2016 | El rey tuerto              | David               | Marc Crehuet                              |
| 2016 | La promesa                 | Telegrafista turco  | Terry George                              |
| 2016 | 73'                        | Máximo              | Jose Pozo                                 |
| 2016 | Plan de fuga               | Víctor              | Iñaki Dorronsoro                          |
| 2018 | Que baje Dios y lo vea     | Salva               | Curro Velázquez                           |
| 2018 | Solo                       | Álvaro Vizcaíno     | Hugo Stuven                               |
| 2018 | El fotógrafo de Mauthausen | Valbuena            | Mar Targarona                             |
| 2018 | Apolo. La juventud baila   | Albert              | Marc Crehuet                              |
| 2019 | 7 razones para huir        | Agente inmobiliario | Gerard Quinto, Esteve Soler, David Torras |
| 2019 | El cerro de los dioses     | Él mismo            | Daniel M. Caneiro                         |
| 2019 | La influencia              | Mikel               | Denis Rovira van Boekholt                 |

### Cortometrajes
| Año  | Título                    | Personaje | Dirección             |
| ---- | ------------------------- | --------- | --------------------- |
| 2009 | Lo que Walter sabe        | Walter    | Demian Sabini         |
| 2015 | 600$                      | Julián    | Oriol Cardús          |
| 2016 | La Vuelta                 | Lucas     | Emilio Martínez-Borso |
| 2018 | Amoled                    | Alain     | Iván Casajús          |
| 2018 | Viaje sin maletas         | Amador    | Jaime Khelout         |
| 2019 | ¿Por qué miente la gente? | Taxista   | Dídac Cervera         |
| 2021 | El sistema                | Alain     | Joan Álvarez Durán    |
| 2022 | Psicario                  |           | Daniel Padró          |
| 2022 | Dejar ir                  |           | Alex Agüera           |
| 2023 | París 70                  | Jan       | Dani Feixas Roca      |

### Series de televisión
| Año         | Título                     | Personaje             | Cadena                  | Datos         |
| ----------- | -------------------------- | --------------------- | ----------------------- | ------------- |
| 2007        | Mar de fons                |                       | TV3                     | 1 episodio    |
| 2008        | El cor de la ciutat        | Mosso                 | TV3                     | 1 episodio    |
| 2008        | Ventdelplà                 | Sicari 2              | TV3                     | 2 episodios   |
| 2011 - 2013 | Pop ràpid                  | Albert                | TV3                     | 25 episodios  |
| 2012        | Inventari                  | Pascual               | TV Locals Catalunya     |               |
| 2013        | El secreto de Puente Viejo | Ricardo Arias         | Antena 3                | 18 episodios  |
| 2013 - 2014 | Kubala, Moreno i Manchón   | Iñaki                 | TV3                     | 2 episodios   |
| 2013 - 2015 | La Riera                   | Tito Peña             | TV3                     | 397 episodios |
| 2014        | B&b, de boca en boca       | Santiago "Santi"      | Telecinco               | 1 episodio    |
| 2014        | El dia 9                   | Ciutadà               | TV3                     |               |
| 2015 - 2016 | Mar de plástico            | Jorge Díaz            | Antena 3                | 14 episodios  |
| 2016        | Cites                      | Dídac Bernabeu        | TV3                     | 3 episodios   |
| 2017 - 2018 | El accidente               | Juan Espada García    | Telecinco               | 13 episodios  |
| 2018        | La catedral del mar        | Llorenç de Bellera    | Antena 3                | 1 episodio    |
| 2019        | La caza. Monteperdido      | Víctor Gamero         | La 1                    | 8 episodios   |
| 2020; 2022  | Madres. Amor y vida        | Simón Herrera Pacheco | Telecinco y Prime Video | 32 episodios  |
| 2021        | La caza. Tramuntana        | Víctor Gamero         | La 1                    | 8 episodios   |
| 2022 - 2023 | Fuerza de paz              | Román Garrigues       | La 1                    | 8 episodios   |
| 2023        | La caza. Guadiana          | Víctor Gamero         | La 1                    | 7 episodios   |
| 2024 - 2025 | Sueños de libertad         | Jesús de la Reina     | Antena 3                | 270 episodios |

## Premios y nominaciones
- Mejor actor Festival Internacional de Cine de Vilafamés 2023[3]
- Mejor actor galardones la Alcazaba 2021
- Nominado a mejor actor premios Gaudí 2017